# Kishoreganj
Kishoreganj är en stad i nordöstra Bangladesh, och tillhör Dhakaprovinsen. Folkmängden uppgick till 103 798 invånare 2011, på en yta av 11,30 km². Det anses att stadens namn kommer från Kishore Mohan Bashak och Brazo Kishore Bashak, två söner till en förmögen handelsman på orten på 1700-talet. Kishoreganj blev en egen kommun 1869.